# Bratislava I
El distrito de Bratislava I (en eslovaco Okres Bratislava I) es una unidad administrativa (okres) de Eslovaquia Occidental, situado en la región de Bratislava, con 44.798 habitantes (en 2003) y una superficie de 10 km². Abarca todo el Staré Mesto (casco antiguo) de la ciudad de Bratislava.
Está rodeado por los distritos de Bratislava II, Bratislava III, Bratislava IV y Bratislava V.

## Demografía
| Año        | 1994   | 2004     | 2014    | 2024     |
| ---------- | ------ | -------- | ------- | -------- |
| Población  | 48 036 | 42 858   | 38 988  | 47 635   |
| Diferencia |        | −10,77 % | −9,02 % | +22,17 % |

| Año        | 2023   | 2024    |
| ---------- | ------ | ------- |
| Población  | 47 375 | 47 635  |
| Diferencia |        | +0,54 % |